# Los favores del mundo
Los favores del mundo es una comedia de Juan Ruiz de Alarcón, publicada originalmente en la Parte primera de las comedias de don Iuan Rvyz de Alarcón y Mendoza, (Madrid, Iuan Gonçalez, a costa de Alonso Perez, 1628).

## Análisis
En Los favores del mundo, compleja trama de marcado carácter amoroso, se da una situación de amor desigual: la dama Anarda, de la más rancia aristocracia castellana, se ha enamorado del noble García Ruiz de Alarcón —posible ancestro del dramaturgo—, pero ambos deberán sobrevivir a las intrigas de su enemigo Juan de Luna y de doña Julia. El noble y generoso don García, personificación del dramaturgo, triunfa en el amor gracias a su perseverancia, ya que nunca se dejó caer ante las imbatibles pruebas que le presentó el destino.
Alarcón introduce en Los favores del mundo una modificación sustancial a su estilo dramático. A pesar de que, a primera vista, se trata de una comedia de enredos, su final queda abierto para los lectores que conocen la postura reformista del dramaturgo novohispano. El príncipe, como se puede ver en algunos versos finales, no está dispuesto a renunciar a Anarda aunque ésta se haya casado con Garci Ruiz. Este recurso, para un público acostumbrado a los finales cerrados de los dramas lopescos, podría parecer desconcertante.
Por tratarse de una comedia social, Alarcón castiga las falsedades en cuestión de amores, ridiculizando la falta de verosimilitud en dichas situaciones dramáticas. Este es el caso de Los favores del mundo, donde se descubre a un galán valiente incapaz de arredrarse ante cualquier obstáculo. Esta obra, según Castro Leal, podría considerarse un "puente de transición" en la obra dramática del taxqueño, en la que se cree que Alarcón empieza a experimentar con la comedia de caracteres —abandonando la comedia de enredos— y a lograr una más cuidada estructura. También representa la dualidad dramática de Alarcón: por un lado maneja el libre albedrío, por el otro defiende la omnipotencia divina.